# Vuelta a España 1984
La 39.ª edición de la Vuelta a España se disputó del 17 de abril al 6 de mayo de 1984 con un recorrido de 3593 km dividido en un prólogo y 19 etapas, una de ellas doble, con inicio en Jerez de la Frontera y final en Madrid.
Participaron 130 corredores repartidos en 13 equipos, de los que solo lograron finalizar la prueba 97 ciclistas.
El vencedor, el francés Eric Caritoux, cubrió la prueba a una velocidad media de 39,869 km/h.
La mayoría de favoritos de esta edición eran españoles, destacando entre otros, Marino Lejarreta, Eduardo Chozas, Julián Gorospe, Vicente Belda o Juan Fernández. En el plantel foráneo, destacaban los italianos Giuseppe Saronni y Francesco Moser, eternos rivales.

## Desarrollo
Moser, que venía a la Vuelta tras batir el récord de la hora, se impuso en el prólogo y mantuvo el maillot amarillo durante la primera semana de carrera.
La primera etapa importante fue la 7ª, en la cual se ascendieron varios puertos de montaña. Un completo desconocido, Eric Caritoux, se impuso en la línea de meta, al tiempo que Perico Delgado se hacía con el maillot amarillo. Aquel día, muchos ciclistas perdieron gran parte de sus posibilidades de victoria, como por ejemplo el hasta entonces líder, Francesco Moser, que perdió más de cinco minutos.
La 12.ª etapa tenía su final en los Lagos de Covadonga. Alberto Fernández se mostró bastante combativo al final de la etapa, mientras marchaba en compañía de Caritoux y Dietzen, aunque finalmente cedió algunos segundos en línea de meta, en la cual entró el ciclista alemán en primer lugar. Delgado perdió aquel el maillot de líder, en beneficio de Caritoux. Fernández era en esos instantes el gran favorito al triunfo final. Sin embargo, en el primer enfrentamiento cara a cara, la cronoescalada al Monte Naranco, el corredor español no solo no consiguió recortar diferencia al francés, sino que perdió aún más tiempo. Julián Gorospe, por su parte, consiguió una brillante victoria de etapa, la primera para un español aquel año.
La 17.ª etapa no significó ningún cambio en la general, a pesar de los puertos de montaña de mediana categoría que se subieron aquel día. Fernández y Caritoux llegaron juntos, tras un intenso marcaje.
La cita decisiva sería pues el segundo sector de la 18.ª etapa, una contrarreloj de 33 kilómetros, en la cual Gorospe demostró una vez más sus dotes en la especialidad, logrando un segundo triunfo de etapa. En lo referente a la lucha entre Fernández y Caritoux, la batalla se decidió finalmente del lado del ciclista francés, por tan solo seis segundos, logrando así un inesperado triunfo final. Reimund Dietzen les acompañó a ambos en el podio de Madrid, en tercera posición.

## Etapas
| Etapa   | Fecha       | Recorrido                                                | Km        | Ganador             | Líder           |
| Prólogo | 17 de abril | Jerez de la Frontera                                     | 6,6 (CRI) | Francesco Moser     | Francesco Moser |
| 1.ª     | 18 de abril | Jerez-Málaga                                             | 272       | Noël Dejonckheere   | Francesco Moser |
| 2.ª     | 19 de abril | Málaga-Almería                                           | 202       | Guido Van Calster   | Francesco Moser |
| 3.ª     | 20 de abril | Mojácar-Elche                                            | 204       | Jozef Lieckens      | Francesco Moser |
| 4.ª     | 21 de abril | Elche-Valencia                                           | 197       | Noël Dejonckheere   | Francesco Moser |
| 5.ª     | 22 de abril | Valencia-Salou                                           | 245       | Jozef Lieckens      | Francesco Moser |
| 6.ª     | 23 de abril | Salou-San Quirico de Tarrasa                             | 113       | Michel Pollentier   | Francesco Moser |
| 7.ª     | 24 de abril | San Quirico de Tarrasa-Rasos de Peguera                  | 184       | Eric Caritoux       | Pedro Delgado   |
| 8.ª     | 25 de abril | Cardona-Zaragoza                                         | 269       | Roger De Vlaeminck  | Pedro Delgado   |
| 9.ª     | 26 de abril | Zaragoza-Soria                                           | 159       | Orlando Maini       | Pedro Delgado   |
| 10.ª    | 27 de abril | Soria-Burgos                                             | 148       | Palmiro Masciarelli | Pedro Delgado   |
| 11.ª    | 28 de abril | Burgos-Santander                                         | 182       | Francesco Moser     | Pedro Delgado   |
| 12.ª    | 29 de abril | Santander-Lagos de Covadonga                             | 199       | Reimund Dietzen     | Eric Caritoux   |
| 13.ª    | 30 de abril | Cangas de Onís-Oviedo                                    | 170       | Guido Van Calster   | Eric Caritoux   |
| 14.ª    | 1 de mayo   | Lugones-Monte Naranco                                    | 12 (CRI)  | Julián Gorospe      | Eric Caritoux   |
| 15.ª    | 2 de mayo   | Oviedo-León                                              | 121       | Antonio Coll        | Eric Caritoux   |
| 16.ª    | 3 de mayo   | León-Valladolid                                          | 138       | Daniel Rossel       | Eric Caritoux   |
| 17.ª    | 4 de mayo   | Valladolid-Palazuelos de Eresma (Destilerías Dyc)        | 258       | José Recio          | Eric Caritoux   |
| 18.ªa   | 5 de mayo   | Palazuelos de Eresma (Destilerías Dyc)-Torrejón de Ardoz | 145       | Jesús Suárez Cueva  | Eric Caritoux   |
| 18.ªb   | 5 de mayo   | Torrejón de Ardoz                                        | 33 (CRI)  | Julián Gorospe      | Eric Caritoux   |
| 19.ª    | 6 de mayo   | Torrejón de Ardoz-Madrid                                 | 139       | Noël Dejonckheere   | Eric Caritoux   |

## Equipos participantes
| Equipo    | Jefe de filas        |
| Alfa Lum  | Marino Lejarreta     |
| Del Tongo | Giuseppe Saronni     |
| Dormilón  | Mariano Bayón        |
| GIS-TUC   | Roger De Vlaeminck   |
| Hueso     | Jesús Suárez Cuevas  |
| Kelme     | Vicente Belda        |
| Orbea     | Pello Ruiz Cabestany |

| Equipo                | Jefe de filas    |
| Reynolds              | Pedro Delgado    |
| Safir                 | Luc Colijn       |
| Skil-Reydel-Sem-Mavic | Eric Caritoux    |
| Teka                  | Reimund Dietzen  |
| Tonissteiner          | Jan Wijnants     |
| Zor                   | Faustino Rupérez |

## Clasificaciones
En esta edición de la Vuelta a España se diputaron siete clasificaciones que dieron los siguientes resultados:
| \| 1. \| Eric Caritoux \| Francia \| SKI \| 90h 08' 03" \| \| \| 2. \| Alberto Fernández \| España \| ZOR \| + 6" \| \| \| 3. \| Reimund Dietzen \| Alemania Occidental \| TEK \| + 1' 33" \| \| \| 4. \| Pedro Delgado \| España \| REY \| + 1' 43" \| \| \| 5. \| Edgar Corredor \| Colombia \| TEK \| + 3' 40" \| \| \| 6. \| Julián Gorospe \| España \| REY \| + 4' 41" \| \| \| 7. \| José Patrocinio Jiménez \| Colombia \| TEK \| + 7' 10" \| \| \| 8. \| Vicente Belda \| España \| KEL \| + 7' 14" \| \| \| 9. \| José Recio \| España \| KEL \| + 7' 21" \| \| \| 10. \| Francesco Moser \| Italia \| GIS \| + 8' 41" \| \| |                         |                     |     |             |  |
| 1. | Eric Caritoux           | Francia             | SKI | 90h 08' 03" |  |
| 2. | Alberto Fernández       | España              | ZOR | + 6"        |  |
| 3. | Reimund Dietzen         | Alemania Occidental | TEK | + 1' 33"    |  |
| 4. | Pedro Delgado           | España              | REY | + 1' 43"    |  |
| 5. | Edgar Corredor          | Colombia            | TEK | + 3' 40"    |  |
| 6. | Julián Gorospe          | España              | REY | + 4' 41"    |  |
| 7. | José Patrocinio Jiménez | Colombia            | TEK | + 7' 10"    |  |
| 8. | Vicente Belda           | España              | KEL | + 7' 14"    |  |
| 9. | José Recio              | España              | KEL | + 7' 21"    |  |
| 10. | Francesco Moser         | Italia              | GIS | + 8' 41"    |  |

| \| 1. \| Guido Van Calster \| Bélgica \| DEL \| 204 puntos \| \| 2. \| Noel Dejonckheere \| Bélgica \| TEK \| 168 puntos \| \| 3. \| Jozef Lieckens \| Bélgica \| SAF \| 138 puntos \| |                   |         |     |            |
| 1. | Guido Van Calster | Bélgica | DEL | 204 puntos |
| 2. | Noel Dejonckheere | Bélgica | TEK | 168 puntos |
| 3. | Jozef Lieckens    | Bélgica | SAF | 138 puntos |

| \| 1. \| Felipe Yáñez \| España \| ORB \| 81 puntos \| \| 2. \| José Luis Laguía \| España \| REY \| 59 puntos \| \| 3. \| Eric Caritoux \| Francia \| SKI \| 50 puntos \| |                  |         |     |           |
| 1. | Felipe Yáñez     | España  | ORB | 81 puntos |
| 2. | José Luis Laguía | España  | REY | 59 puntos |
| 3. | Eric Caritoux    | Francia | SKI | 50 puntos |

| \| 1. \| Jozef Lieckens \| Bélgica \| SAF \| 39 puntos \| |                |         |     |           |
| 1.                                                        | Jozef Lieckens | Bélgica | SAF | 39 puntos |

| \| 1. \| Jesús Suárez Cueva \| España \| HUE \| - \| |                    |        |     |   |
| 1.                                                   | Jesús Suárez Cueva | España | HUE | - |

| \| 1. \| Edgar Corredor \| Colombia \| TEK \| 90h 11' 43" \| |                |          |     |             |
| 1.                                                           | Edgar Corredor | Colombia | TEK | 90h 11' 43" |

| \| 1. \| Teka \| España \| TEK \| 270h 24' 40" \| |      |        |     |              |
| 1.                                                | Teka | España | TEK | 270h 24' 40" |

## Banda sonora
TVE cubre esta prueba escogiendo como banda sonora la canción "Pánico en el Edén", de Tino Casal.